# Complexe sportif Europe (Élancourt)
 (avril 2025).
Si vous disposez d'ouvrages ou d'articles de référence ou si vous connaissez des sites web de qualité traitant du thème abordé ici, merci de compléter l'article en donnant les références utiles à sa vérifiabilité et en les liant à la section « Notes et références ».
Le Complexe sportif Europe est une infrastructure sportive et évènementielle située dans le quartier de la Clef de Saint-Pierre à Élancourt, dans les Yvelines.

## Présentation
Le Complexe Sportif Europe reçoit les plus grands évènements couverts de la ville : concerts, salons, forums, vœux du maire...
Il accueille toute l'année le collège de la Clef de Saint-Pierre, les écoles primaires et maternelles Jean Monnet et Willy Brandt, les associations, les clubs de la ville.
Le complexe comprend :
- un gymnase avec :
  - Salle omnisports transformable en Salle de Spectacle (500 à 1000 personnes)
  - Salle d'Agrès transformable en Salle de Réception
  - Salle de Danse transformable en Salle des Fêtes
  - Dojo
  - Terrain synthétique (renouvelé à neuf en janvier 2011)
  - Piste d'athlétisme
  - deux pistes d'élan pour le saut en longueur
  - Plateau de saut en hauteur
  - Plateau de lancer de poids
- un city-park
- Un parking dans l'enceinte et deux autres à proximité.
- une passerelle d'accès au terrain synthétique

Il possède un rez-de-chaussée avec salles et vestiaires correspondants (avec un accès direct aux salles) ainsi qu'un premier étage avec vestiaires uniquement.

### Gymnase
À titre d'exemples, le gymnase permet d'accueillir de nombreuses activités sportives :
- arts martiaux
- basket-ball
- gymnastique
- handball
- tir à l'arc
- volleyball
- badminton
- football
- danse
- GRS
- Gymnastique volontaire
- Tennis de table
- Boxe

À l'intérieur du gymnase se trouvent 16 vestiaires : 10 au rez-de-chaussée et 6 au premier étage.

### Terrain

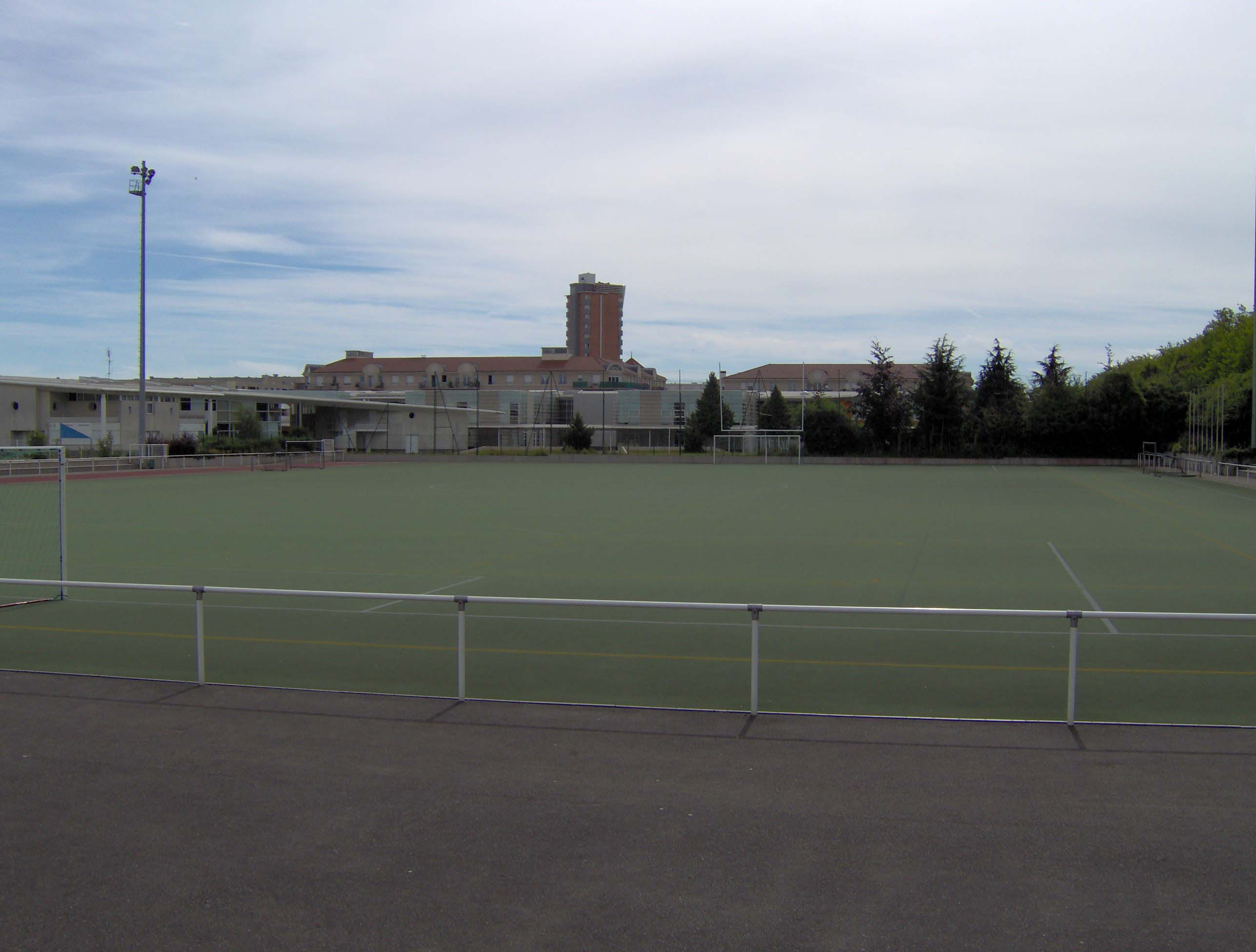
Terrain du Complexe Sportif Europe.

Le terrain est réalisé en surface synthétique.
Le terrain dispose de gradins cimentés. Le pourtour est aménagé pour recevoir environ 1500 spectateurs debout.

## Associations et clubs
En plus d'être un terrain pour le club de football (OSCE), le complexe sert aussi pour :
- le Budo Club Élancourt (Arts martiaux)
- le GR Élancourt Maurepas (Gymnastique)
- EMHB (Handball)
- les Volants (Badminton)
- le CAE (Tir à l'arc)
- le CTTE (Tennis de table)
- le VCME (Cyclisme)
- l'EMD (Danse)
- VALC (Steps)
- UNSS (Collège)
- le BCE (Basket-ball)
- GEM (gymnastique)
- Crescendo (Chorale)
- Vivre à la clef (Association de quartier)
- EADS (Badminton, Volley-ball, Basket-ball)
- THALES (Volley-ball)
- TempliE d'Élancourt (Football américain)